# شاید فردا (آلبوم جکسون فایو)
شاید فردا (انگلیسی: Maybe Tomorrow) پنجمین آلبوم استودیویی جکسون فایو است که در ۱۲ آوریل ۱۹۷۱ توسط موتاون رکوردز منتشر شد.